# Берцо-Сан-Фермо
Берцо-Сан-Фермо (итал. Berzo San Fermo) — коммуна в Италии, находится в регионе Ломбардия, в провинции Бергамо.
Население составляет 1227 человек (2008), плотность населения составляет 212 чел./км². Занимает площадь 6 км². Почтовый индекс — 24060. Телефонный код — 035.
Покровителями почитаются святые Фирм и Рустик, празднование 9 августа.

## Демография
Динамика населения:

## Администрация коммуны
- Официальный сайт: http://www.comune.berzo-san-fermo.bg.it/